# Il passero - The Sparrow
Il passero - The Sparrow è un film del 2022 diretto da Michael Kinirons.
In Italia il film non è uscito nei cinema, ma è stato distribuito direttamente su RaiPlay dal 27 maggio 2023.

## Trama
Il quindicenne Kevin Coyne vive in una famiglia disfunzionale composta dal fratello maggiore Robbie e dal dispotico padre Larry, ex soldato che impedisce ai figli di manifestare dolore per la morte della madre. Kevin un giorno accidentalmente uccide Robbie e decide di tenere nascosta la verità e inizia una spirale di sensi di colpa, menzogna e paura e come unico amico ha un passero che aveva trovato per caso il giorno prima mentre passeggiava con Hanna la ragazza di Robbie. Ma ad essere accusati dell'omicidio di Robbie sono Hanna e un pescatore di zona, e Kevin un giorno scopre che il passero che indica il senso di colpa muore e Kevin motivato dice la verità al padre che tenta in un primo momento di assassinare Kevin ma lo salva all'ultimo secondo e il film finisce con un'immagine in primo piano che vede Larry e Kevin abbracciarsi, ciò vuol dire che forse Larry è  riuscito a perdonare il figlio, e ora Kevin avrà la forza di continuare a vivere.

## Riconoscimenti
- 2022 - Valladolid International Film Festival
  - Audience Award
  - Nomination Punto de Encuentro Award al miglior film

- 2022 - Galway Film Fleadh
  - Miglior film d'esordio

- 2023 - Irish Film and Television Awards[1]
  - Miglior suono
  - Nomination Miglior attore protagonista a Ollie West